# سیمون بارجی
سیمون بارجی (انگلیسی: Simon Barjie؛ زادهٔ ۶ سپتامبر ۱۹۷۸) بازیکن فوتبال اهل ایتالیا است.
از باشگاه‌هایی که در آن بازی کرده‌است می‌توان به باشگاه فوتبال کومو، باشگاه فوتبال ارورا پرو پاتریا ۱۹۱۹، و باشگاه فوتبال مونتسا اشاره کرد.
وی همچنین در تیم ملی فوتبال گامبیا بازی کرده‌است.